# ケレス (ウズベキスタン)
ケレス (ラテン文字:Keles、ウズベク語: Keles / Келес、ロシア語: Келес、カザフ語: Келес) はウズベキスタン・タシュケント州の都市である。州都のタシュケントからは北西に約16kmの位置にある。2012年の人口は25,000人となっている。カザフスタンとの国境の街であり、カザフスタンとの国境からは6kmの地点に位置する。

## 概要
1976年に都市として設立された。街にはブハラやサマルカンド方面、アングレンやアルマリク方面へと向かうウズベキスタン鉄道の分岐器がある。